# Gleb Alejnikov
Gleb Alejnikov (russisk: Глеб Олегович Алейников) (født 12. marts 1966 i Grosnyj i Sovjetunionen) er en russisk filminstruktør.

## Filmografi
- Traktoristy 2 (Трактористы 2, 1992)[1][2]